# Искър (област Плевен)
Вижте пояснителната страница за други значения на Искър.
Ѝскър е село в Северна България. То се намира в област Плевен, община Гулянци.

## География
Село Искър се намира на десния бряг на р. Искър на около 3 км. от вливането в р. Дунав. Проведените мелиорации в района и изграждането на дигите увеличава обработваемите земи с около 5000 дк. В съседство са селата Гиген– 4 км, Славовица 8 км, Байкал– 9 км, Крушовене през р. Искър 5 км. Общинският център Гулянци е на 24 км, а областният център Плевен е на 37 км.

## История
Предходни имена са Варненска махала, Селски дол, Гигенска махала. Селото съществува от тракийски времена 4 – 6 в. пр.н.е. като станция за охрана на пътищата и водите които минават през територията му./римски път от Виена до Констанца; водопровод за Улпия Ескус-древноримски град, основан през 106 г. от император Траян; тракийска могила в местността Самодивска могила./

## Религии
По религия населението изповядва източноправославното християнство.

## Редовни събития
През май хората от село Искър празнуват заедно традиционния празник Еремия. Празникът започва с водосвет и курбан в чест на пророка Еремия. Навремето хората са празнували Еремия във вековната дъбова гора в покрайнините на селото. Сега жителите и гостите на селото се настаняват под дълбоката сянка на парковите дървета, за да хапнат от вкусната курбан-чорба.